# Lichen sclerosus

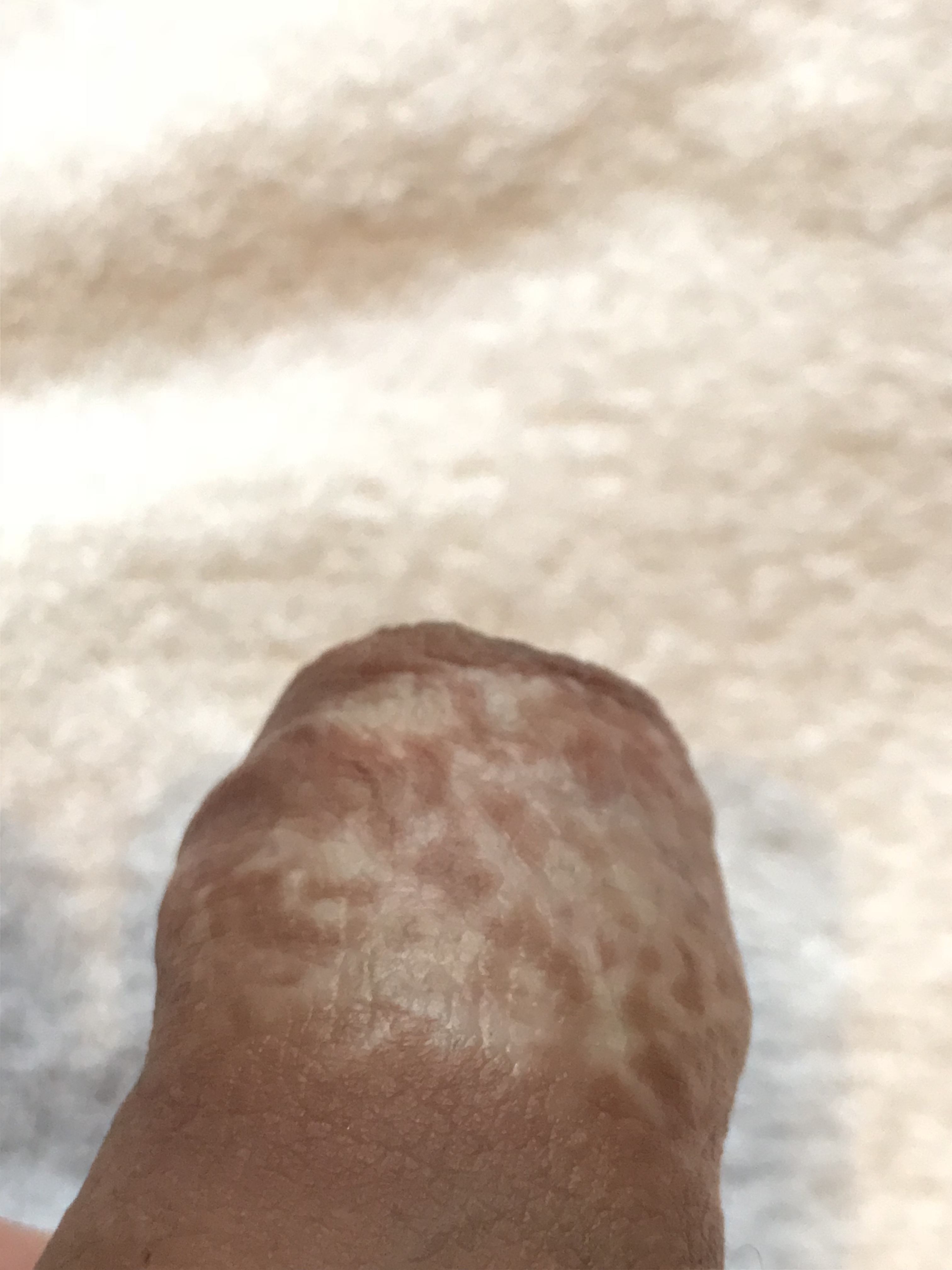
Lichen sclerosus på förhuden.

Lichen sclerosus (av grekiskans λειχήν, leichén, "fläck, och σκληρός, sklerós, "hård) eller vitfläckssjukan, är en ovanlig sjukdom som drabbar hud och slemhinnor. Den förekommer oftast hos kvinnor men kan även uppstå hos män. Sjukdomen uppstår vanligen i åldern 40 till 60 år men förekommer även bland barn, om än mer sällan. En tidigare benämning på sjukdomen var lichen sclerosus et atroficus/atroficans. Hos män har begreppet balanitis xerotica obliterans använts. 

## Symptom
Huden får en vitaktig ton, blir tunn och skör. Lichen ger ofta men inte alltid klåda och blåsor kan bildas. Huden blir så småningom blå/svartaktig och försvinner eftersom blodkärlen blockeras när kroppens egna immunförsvar attackerar. Man vet inte säkert varför denna autoimmuna sjukdomen uppstår; den är dock inte sexuellt överförbar och det är inte en infektion.
Hos kvinnor sätter sig det främst i underlivet men kan uppkomma på andra ställen på kroppen, till exempel tandköttet.
Hos män drabbas vanligen förhud och ollon vilket kan ge upphov till förhudsförträngning, men även ändtarm och den kan även här drabba andra delar av kroppen.

## Behandling
Sjukdomen är svårbehandlad; man får smörja in drabbade områden med en mycket stark kortisonsalva. I vissa extra svårbehandlade fall kan operation bli nödvändig.
Hos barn har det visat sig att sjukdomen kan gå över av sig självt när de når puberteten. 
För kvinnor finns det en förhöjd risk för cancer; runt 5 procent av de drabbade utvecklar blygdläppscancer. Det är viktigt att söka hjälp om man märker förändringar såsom förtjockad hud, knutor, sår eller blåsor. 